# Чешми, Рузбе
Рузбе Чешми (перс. روزبه چشمی‎; род. 24 июля 1993, Тегеран) — иранский футболист, защитник клуба «Эстегляль» и национальной сборной Ирана.

## Клубная карьера
Чешми начал свою карьеру в Пайкане, после чего в 2008 перешёл в «Персеполис». В 2011 году был отдан в аренду в «Могавемат Тегеран» для завершения его обязательной военной службы. В 2013 году подписал профессиональный контракт с клубом «Саба Ком». В первом сезоне Чемши сыграл в 25 матчах и забил 1 гол.
30 июня 2015 года подписал двухлетний контракт с «Эстеглялем». В новом клубе Чемши решил взять 4-й номер, который ранее носил Амир Хоссейн Садеги.
30 июля 2015 дебютировал за «Эстегляль» в матче против Сиях Джамеган. 3 марта того же года порвал крестообразную связку в матче против «Падиде», из-за чего пропустил оставшуюся часть сезона. Чешми также пропустил первую половину сезона 2016/17. 29 июня 2016 года он подписал трехлетний контракт с «Эстеглялем». В декабре вернулся на тренировки.
Свой первый гол за клуб забил 20 сентября 2017 в матче против команды «Зоб Ахан». 13 февраля 2018 Чешми дебютировал в азиатской Лиге чемпионов в матче против катарского «Эр-Райяна».

### Клубная статистика
| Клуб       | Дивизион                    | Сезон      | Лига  | Лига | Кубок | Кубок | Азия  | Азия | Итог  | Итог |
| Клуб       | Дивизион                    | Сезон      | Матчи | Голы | Матчи | Голы  | Матчи | Голы | Матчи | Голы |
| ---------- | --------------------------- | ---------- | ----- | ---- | ----- | ----- | ----- | ---- | ----- | ---- |
| Саба Ком   | Про-лига Персидского залива | 2013/14    | 25    | 1    | 1     | 0     | —     | —    | 26    | 1    |
| Саба Ком   | Про-лига Персидского залива | 2014/15    | 24    | 0    | 1     | 0     | —     | —    | 25    | 0    |
| Саба Ком   | Итог                        | Итог       | 49    | 1    | 2     | 0     | —     | —    | 51    | 1    |
| Эстегляль  | Про-лига Персидского залива | 2015/16    | 22    | 0    | 4     | 0     | —     | —    | 26    | 0    |
| Эстегляль  | Про-лига Персидского залива | 2016/17    | 0     | 0    | 0     | 0     | 0     | 0    | 0     | 0    |
| Эстегляль  | Про-лига Персидского залива | 2017/18    | 26    | 3    | 5     | 0     | 7     | 0    | 38    | 3    |
| Эстегляль  | Про-лига Персидского залива | 2018/19    | 19    | 0    | 2     | 0     | 6     | 1    | 27    | 1    |
| Эстегляль  | Про-лига Персидского залива | 2019/20    | 13    | 0    | 2     | 0     | 3     | 0    | 31    | 1    |
| Эстегляль  | Итог                        | Итог       | 89    | 4    | 13    | 0     | 19    | 1    | 122   | 5    |
| Умм-Салаль | Лига звёзд Катара           | 2020/21    | 18    | 1    | 2     | 0     | —     | —    | 20    | 1    |
| Эстегляль  | Про-лига Персидского залива | 2021/22    | 19    | 0    | 3     | 0     | 0     | 0    | 22    | 0    |
| Общий итог | Общий итог                  | Общий итог | 175   | 6    | 21    | 0     | 19    | 1    | 215   | 7    |

## Международная карьера
31 августа 2017 года Чешми дебютировал за национальную сборную Ирана в матче квалификации на чемпионат мира 2018 против сборной Республики Корея. Вошёл в список 23 игроков сборной на чемпионат мира 2018 в России.

### Голы за сборную
| #  | Дата           | Место                                          | Соперник   | Счет | Результат | Турнир            |
| -- | -------------- | ---------------------------------------------- | ---------- | ---- | --------- | ----------------- |
| 1. | 19 мая 2018    | Азади, Тегеран, Иран                           | Узбекистан | 1:0  | 1:0       | Товарищеский матч |
| 2. | 25 ноября 2022 | Ахмед бин Али, Эр-Райян, Катар                 | Уэльс      | 1:0  | 2:0       | ЧМ 2022           |
| 3. | 9 января 2024  | Эр-Райян (тренировочное поле), Эр-Райян, Катар | Индонезия  | 2:0  | 5:0       | Товарищеский матч |

## Достижения

### «Эстегляль»
- Обладатель Кубка Хазфи: 2017/18
- Чемпион Ирана: 2021/22
- Обладатель Суперкубка Ирана: 2022

### Сборная
- Обладатель Кубка наций ФАЦА: 2023